# Hae Mi
Hae Mi är en flygplats i Sydkorea. Den ligger i den västra delen av landet, 110 km söder om huvudstaden Seoul. Hae Mi ligger 11 meter över havet.
Terrängen runt Hae Mi är platt åt nordväst, men åt sydost är den kuperad. Runt Hae Mi är det ganska tätbefolkat, med 239 invånare per kvadratkilometer. Närmaste större samhälle är Seosan City, 9,1 km norr om Hae Mi. Trakten runt Hae Mi består till största delen av jordbruksmark.